# جانسن (نبراسکا)
جانسن(به انگلیسی: Johnson) شهری در ایالت نبراسکا کشور ایالات متحده آمریکا است که جمعیت آن در سرشماری سال ۲۰۱۰ میلادی، ۳۲۸ نفر بوده‌است.